# Roca de Sant Jaume (Sant Vicenç de Castellet)
|  | Aquest article tracta sobre Roca de Sant Jaume de Sant Vicenç de Castellet. Vegeu-ne altres significats a «Roca de Sant Jaume (Queralbs)». |

La Roca de Sant Jaume és una muntanya de 539 metres que es troba al municipi de Sant Vicenç de Castellet, a la comarca catalana del Bages.